# Aerenicopsis hubrichi
Aerenicopsis hubrichi är en skalbaggsart som beskrevs av Bruch 1925. Aerenicopsis hubrichi ingår i släktet Aerenicopsis och familjen långhorningar. Inga underarter finns listade i Catalogue of Life.